# Дерново-підзолисті ґрунти
Дерново-підзолисті ґрунти — ґрунти які утворились під дією підзолистого та дернового процесів. Ця дія може бути як сумісною, так і почерговою при зміні типу рослинності. Характерною особливістю є диференціація профіля за елювіально-ілювіальним типом Нл+Не+Е+І+РІ+Р. Зональні для південної частини тайгово-лісової зони. У світі вони займають близько 350 млн га; в Україні — 2,5 млн га.
Поширені на півночі й у північно-західній частині України, на Поліссі. Також інколи зустрічаються на борових терасах і прируслових валах рік лісостепу і в Карпатах. Великі масиви даних ґрунтів є в Канаді (центральній і східній частині), США (північному сході), середній та східній Європі, Японії, Далекому Сході Євразії. Природна рослинність різноманітна, хвойні й широколисті дерева, чагарники.
Ці ґрунти сформувались в умовах помірного теплого клімату на супісках, близько до підземних вод. Дерново-підзолисті ґрунти сформувались під мішаними лісами.
Дерново-підзолисті ґрунти теплої фації характеризуються могутнім профілем (200 – см), холодної — 100 см. 
Ці ґрунти бідні на гумус (до 1,5 %), сильно-кислі, не насичені основами, мають підвищену гідролітичну кислотність та малу суму увібраних основ.
За ступенем прояву підзолистого процесу розрізняють: дерново-сильнопідзолисті; дерново-середньопідзолисті; дерново-слабопідзолисті (їх розрізняють шляхом порівняння грубизни Не і Е горизонтів).
Родючість — 22–44 бали (за 100-бальною шкалою). Такі ґрунти потребують осушення, вапнування та внесення органічних і мінеральних добрив. Середні температури січня — -4–8 °C. Коефіцієнт зволоження — 1,9–2,5. Природна рослинність — шпильковий або мішаний ліс під пологом якого розвивається різнотрав'я.